# Gepaarte Zufallsstichprobe
Eine gepaarte Zufallsstichprobe ist eine Zufallsstichprobe, welche aus einem Paar von Beobachtungen besteht, die auf eine bestimmte Weise miteinander verbunden sind (man spricht auch von einer verbundenen Stichprobe). 
Bei medizinischen Untersuchungen tauchen gepaarte Beobachtungen beispielsweise im Kontext von Interventionsstudien auf, wenn die Messung an demselben Subjekt vor und nach der Intervention erfolgt. Außerdem werden gepaarte Beobachtungen bei Fall-Kontroll-Studien gebildet, wenn mit Hilfe der statistischen Technik des Matching Beobachtungspaare aus je einem behandelten und einem unbehandelten Fall künstlich gebildet werden, die bezüglich anderer Merkmale – wie Alter, Geschlecht usw. – möglichst ähnlich sind.
Die gepaarte Stichprobe ermöglicht es, die Unterschiede der Behandlung genauer zu untersuchen, da der (Varianz erhöhende) Einfluss von Störfaktoren minimiert wird.
Gepaart Daten können auch durch Messung korrelierter Signale {\displaystyle (X,Y)} entstehen.
Zum Testen der Hypothese, dass eine Behandlung einen Einfluss hat, eignen sich Tests, welche die Paarungsstruktur der gepaarten Stichproben ausnutzen und die Trennschärfe des statistischen Tests erhöhen, siehe z. B. gepaarter Permutationstest oder gepaarter t-Test.
Gepaarte Zufallsstichproben können beim kontrastiven Lernen Verwendung finden, indem die Paarungsstruktur ausgenutzt wird.
Das Design zum Erheben gepaarter Daten ist ein Spezialfall des allgemeineren Block-Randomisierungs-Designs. Zum Beispiel ist bei Daten für den gepaarten t-Test die Blockgröße 2 (zwei Messungen an einer statistischen Einheit, welche ihren eigenen Block darstellt).